# Robin Hood, der rote Rächer
Robin Hood, der rote Rächer (Originaltitel: The Men of Sherwood Forest) ist eine britische Abenteuerfilm aus dem Jahr 1954. Regie führte Val Guest. Die Hauptrollen waren mit Don Taylor und Eileen Moore besetzt. Das Drehbuch verfasste Allan Mackinnon. Es basiert lose auf der englischen Robin-Hood-Sage. In seinem Heimatland kam der Streifen das erste Mal im November 1954 ins Kino, in der Bundesrepublik Deutschland drei Jahre später. 

## Handlung
Gegen Ende des 12. Jahrhunderts. Der englische König Richard Löwenherz wurde nach einem siegreichen Kreuzzug auf seiner Heimreise gekidnappt und schmachtet nun als Gefangener des deutschen Kaisers Heinrich VI. auf dessen Reichsburg Trifels. Derweil plant in England Richards verräterischer Bruder John, den rechtmäßigen Herrscher zu ermorden, sobald der in die Heimat zurückkehrt. Dies würde für John bedeuten, dass ihm die Krone und damit auch die Macht über das Land zufiele. Es gibt aber nicht wenige in England, die einen solchen Frevel mit allen Mitteln verhindern wollen, allen voran der Draufgänger Robin Hood. Dieser Patriot haust mit einer Handvoll Getreuer in den Wäldern von Sherwood. Die Gruppe führt ein verwegenes Abenteuerleben und hat es vor allem auf die Reichen des Landes abgesehen. Sobald ihnen ein solcher in die Hände kommt, rauben sie ihn aus und verteilen die Beute an die arme Bevölkerung.
Nachdem Robin erfahren hat, dass der einflussreiche Sir Belton auf Johns Seite steht, schleicht er sich – verkleidet als Minnesänger – in dessen Burg ein. Die dort weilende Lady Alys, die Nichte des Hausherrn, lässt sich von seinen einschmeichelnden Gesängen betören und erliegt seinem Charme. Ein weiterer Fremder, der auf Robins Seite steht, findet Einlass: der trinkfeste Klosterbruder Tuck. Der gibt sich als hoher kirchlicher Würdenträger aus, weil er im Gewand eines Abtes daherkommt, das er erst kürzlich bei einem Glücksspiel gewonnen hat. 
Es dauert nicht lange, bis Robin und Tuck durch Johns Spitzel entlarvt und in das Burgverlies gesperrt werden. Nachdem jedoch Alys zu Ohren gekommen ist, was ihr Onkel beabsichtigt, befreit sie mit Hilfe eines Tricks die beiden Gefangenen. Denen gelingt es in letzter Minute, den heimkehrenden Richard Löwenherz in einem tollkühnen Kampf vor einem schlimmen Schicksal zu bewahren.

## Kritik
„Flotte und vergnügliche Unterhaltung speziell für Kinder.“

„Ganz amüsantes und buntes, aber auch kaum originelles Robin-Hood-Geschichtchen. Der Humor setzt hauptsächlich auf die vertrottelten Bösewichte und ‚Bruder Tuck‘ (Reginald Beckwith), der mal eben im Handstreich Roulette, Poker und weitere Glücksspiele ‚erfindet‘ – und sehr erfolgreich praktiziert. Die ewige Frage natürlich: Wer hat eigentlich entschieden, dass Robin Hood und seine Männer permanent ‚herzhaft‘ lachen müssen? Das kann einem schon irgendwann auf die Nerven gehen …“

## Quelle
- Programm zum Film im Verlag Das Neue Film-Programm, Mannheim, ohne Nummernangabe